# Phrynonax
Genre
Phrynonax est un genre de serpents de la famille des Colubridae.

## Répartition
Les quatre espèces de ce genre se rencontrent dans le nord de l'Amérique du Sud, en Amérique centrale et au Mexique.

## Liste des espèces
Selon The Reptile Database (11 septembre 2015) :
- Phrynonax poecilonotus (Günther, 1858)
- Phrynonax polylepis (Peters, 1867)
- Phrynonax sexcarinatus (Wagler, 1824)
- Phrynonax shropshirei Barbour & Amaral, 1924

## Publication originale
- Cope, 1862 : Catalogues of the Reptiles Obtained during the Explorations of the Parana, Paraguay, Vermejo and Uraguay Rivers, by Capt. Thos. J. Page, U. S. N.; And of Those Procured by Lieut. N. Michler, U. S. Top. Eng., Commander of the Expedition Conducting the Survey of the Atrato River. Proceedings of the Academy of Natural Sciences of Philadelphia, vol. 14, p. 346-359+594 (texte intégral).